# East-Side-Park

East-Side-Park

Der East-Side-Park liegt an der Mühlenstraße im Berliner Ortsteil Friedrichshain. Er ist Teil des Investorenprojektes Mediaspree und nach der angrenzenden East Side Gallery benannt, einem bemalten Abschnitt der Berliner Mauer.

## Entstehungsgeschichte
Der Park ist rund 1,6 Hektar groß und befindet sich auf dem ehemaligen Grenzstreifen in der Nähe der Oberbaumbrücke. Der Entwurf stammt von den Landschaftsarchitekten Häfner/Jimenez und erhielt 2003 bei einem Gestaltungswettbewerb den ersten Preis. eines Architekturwettbewerbs.
Die Fläche wurde von Oktober 2006 bis Frühjahr 2009 gestaltet, wobei Baumfällungen vorgenommen und kontaminierte Erde entsorgt wurde. Die Baukosten beliefen sich auf 1,4 Millionen Euro, die vom Bezirk, der Senatsverwaltung für Stadtentwicklung, der Anschutz Entertainment Group sowie den Berliner Stadtreinigungsbetrieben getragen wurden.

## Aufbau des Parks
Der Park beinhaltet eine Uferpromenade mit Blick auf die Spree sowie in seiner Mitte den Schiffsanleger „Boat Landing Plaza“ für die multifunktionale Veranstaltungshalle Mercedes-Benz Arena (ehemals: O2 World). Weiterhin existieren ein Sandspielfeld sowie Sitzgelegenheiten. Durch die Anlage einer Magerrasenfläche soll daran erinnert werden, dass sich an dieser Stelle der ehemalige „Todesstreifen“ der Berliner Mauer befand.
Der sich westlich der ehemaligen Brommy-Brücke anschließende Parkteil wurde unter dem Titel „Park an der Spree“ ebenfalls vom Büro Häfner/Jimenez gestaltet und knüpft formal an die Gestaltsprache des East-Side Parks an.

## Kritik
Um eine Verbindung vom Spreeufer zur O2 World herzustellen, wurde ein 45 Meter langes Teilstück der Mauer entfernt.